# مركز برشلونة للحوسبة الفائقة
مركز برشلونة للحوسبة الفائقة The Barcelona Supercomputing Center ((بالإسبانية: Centro Nacional de Supercomputación)‏) هو مركز أبحاث عام يقع في برشلونة، كاتالونيا، إسبانيا. تستضيف الحاسوب العملاق ميرا نوستروم [الإنجليزية] ، وهو حاسوب عملاق يعتمد على 13.7 Petaflops، Intel إنتل زيون بلاتين، والذي يتضمن أيضًا مجموعات من التقنيات الناشئة. في يونيو 2017، احتل المرتبة 13 على مستوى العالم. اعتبارًا من نوفمبر 2021، انخفض إلى المرتبة 74

## الموقع والإدارة
يقع المركز في كنيسة صغيرة سابقة تسمى توري جيرونا، في جامعة البوليتكنيك في كاتالونيا (UPC)، وقد تم تأسيسه في 1 أبريل 2005. يتم ادارته من قبل اتحاد مؤلف من وزارة العلوم والابتكار والجامعات الإسبانية (60٪)، حكومة كاتالونيا (30٪) و جامعة البوليتكنيك في كاتالونيا (10٪). بعد البروفيسور ماتيو فاليرو هو المسؤول الرئيسي عن المركز. يوجد الحاسوب العملاق ميرا نوستروم داخل صندوق زجاجي ضخم في الكنيسة الصغيرة.

## الميزانية
كان للمركز ميزانية تشغيلية أولية قدرها 5.5 مليون يورو / سنة (تقريبا 7 مليون دولار أمريكي / سنة) لتغطية الفترة 2005-2011. حقق المركز نموًا سريعًا للغاية وفي عام 2018 كان لديه قوة عاملة تبلغ حوالي 600 موظف وعامل وميزانية عالمية سنوية تزيد عن 34 مليون يورو. ساهم المركز في تطوير معمارية المعالجات الدقيقة الخلوية [الإنجليزية] لشركة آي بي إم.

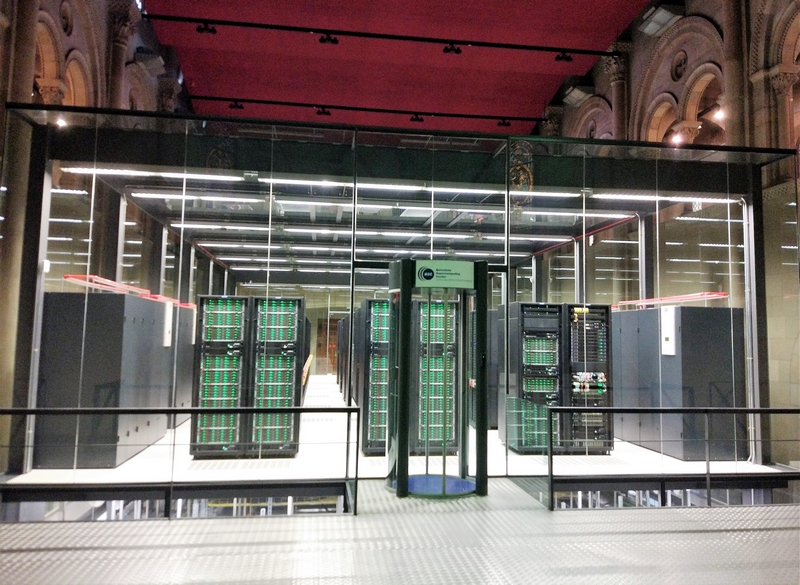
كمبيوتر فائق ميرا نوستروم [الإنجليزية] 4 في مركز الحوسبة الفائقة في برشلونة (2017)
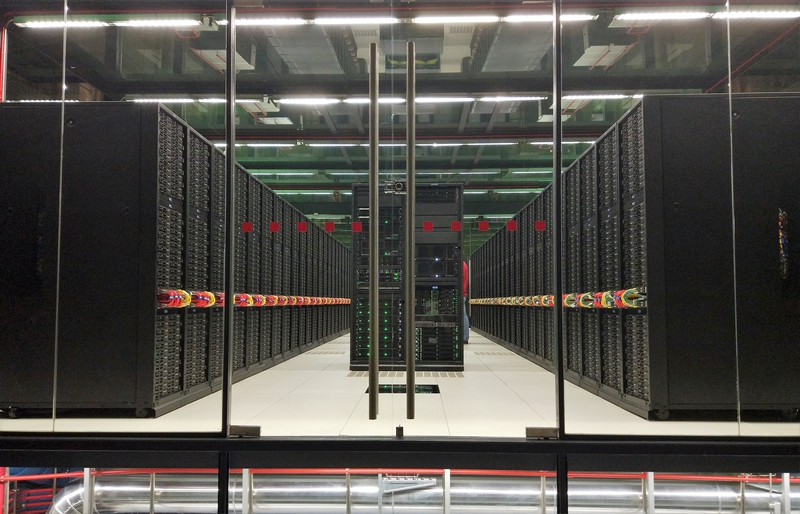
كمبيوتر فائق ميرا نوستروم [الإنجليزية] 4 في مركز الحوسبة الفائقة في برشلونة (2017)

## العاملين
- المدير: ماتيو فاليرو [6]
- المدير المساعد: جوزيب ماريا مارتوريل[بحاجة لمصدر]
- مدير علوم الحاسوب: جيسوس لابارتا [7]
- مدير مساعد علوم الحاسوب: إدوارد أيغوادي [8]
- مدير علوم الحياة: ألفونسو فالنسيا
- مدير علوم الأرض:[9]
- تطبيقات الحاسوب للعلوم والهندسة، المدير: خوسيه ماريا سيلا [10]
- مدير العمليات: سيرجي جيرونا[بحاجة لمصدر]

## في الثقافة الشعبية
ظهر مركز الحوسبة الفائقة في برشلونة في رواية الخيال العلمي الغامضة الأصل رواية دان براون لعام 2017، كموطن لجهاز الموجة الإلكترونية.

## روابط خارجية
مارنوستروم 5

## الروابط الخارجية
- مركز برشلونة للحوسبة الفائقة (BSC)